# Delias
Genre
Le genre Delias regroupe de nombreuses espèces de lépidoptères (papillons) de la famille des Pieridae et de la sous-famille des Pierinae.

## Historique et dénomination
- Le genre Delias a été décrit par l'entomologiste allemand Jakob Hübner en 1819[1].
- L'espèce type pour le genre est Papilio egialea (Cramer, 1777) (aujourd'hui : Delias pasithoe egialea (Cramer, 1777))

### Synonymie
- Cathaemia (Hübner, 1819)[2]
- Symmachlas (Hübner, 1821)[3]
- Harpanota (Swainson, 1851)
- Thyca (Wallengren, 1858)[4]
- Piccarda (Grote, 1900)[5]
- Symmachlos (Klots, 1933)[6]

## Liste des espèces classées par groupe

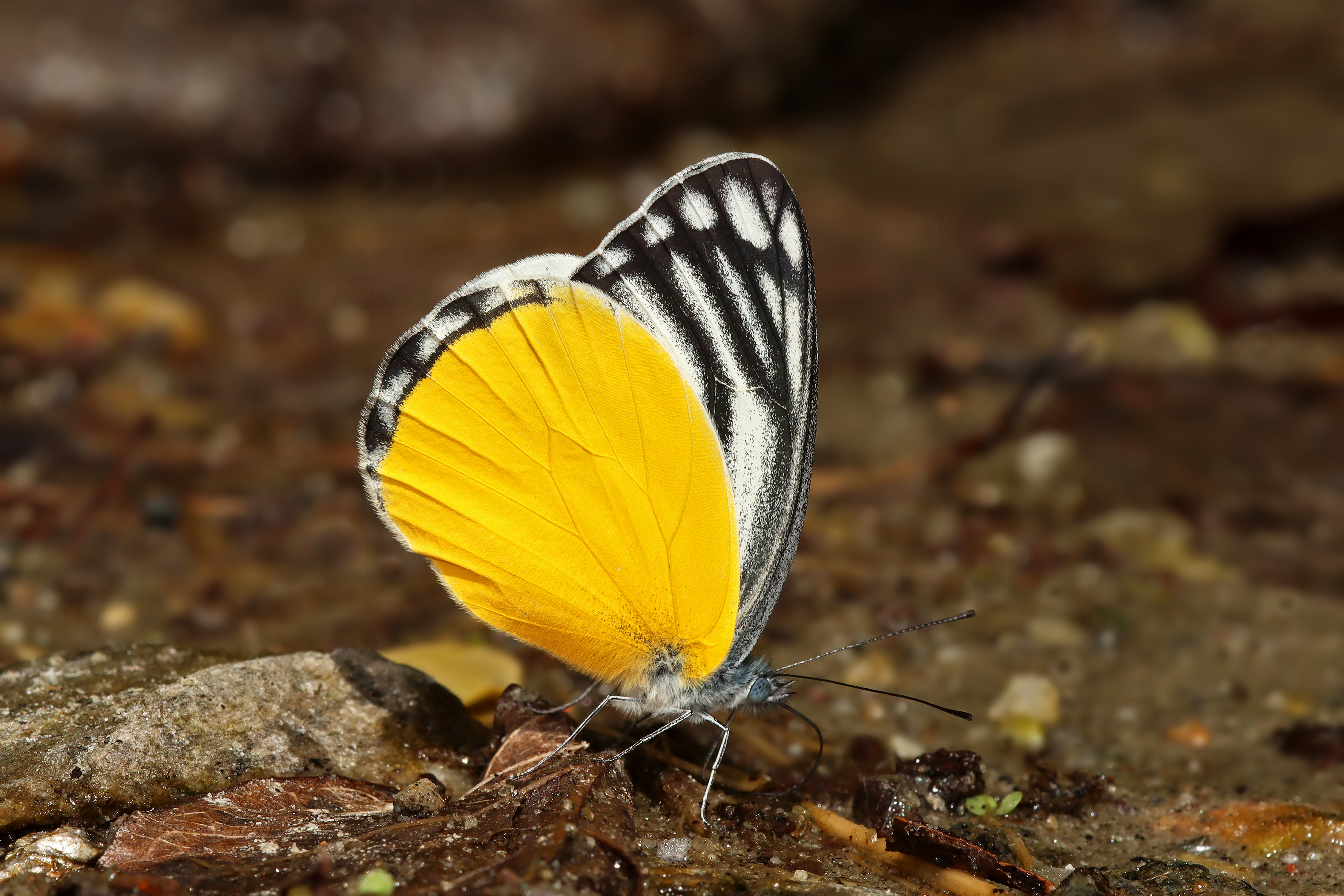
Un delias agostina mâle. Septembre 2021.

### Groupe de l’aglaia(pasithoe)
- Delias acalis (Godart, 1819)
- Delias aglaia  (Linnaeus, 1758), Enfumé[7]
- Delias benasu (Martin, 1912)
- Delias crithoe (Boisduval, 1836)
- Delias henningia (Eschscholtz, 1821)
- Delias hidecoae (Nakano, 1993)
- Delias ninus (Wallace, 1867)
- Delias ottonia (Semper, 1890)
- Delias woodi (Talbot, 1928)

### Groupe de l'albertisi
- Delias albertisi (Oberthür, 1880)
- Delias discus (Honrath, 1886)

### Groupe de l’aroae
- Delias angabungana (Talbot, 1928)
- Delias angiensis  (Talbot, 1928)
- Delias approximata  (Joicey & Talbot, 1922)
- Delias aroae (Ribbe, 1900)
- Delias balimensis  (Roepke, 1955)
- Delias binniensis  (Lachlan, 2000)
- Delias daniensis  (van Mastrigt, 2003)
- Delias endela  (Jordan, 1930)
- Delias flavissima  (Orr & Sibatani, 1985)
- Delias hyperapproximata (Rothschild, 1925)
- Delias inopinata  (Lachlan, 2000)
- Delias kenricki  (Talbot, 1937)
- Delias pheres (Jordan, 1912)
- Delias subapicalis  (Orr & Sibatani, 1985)
- Delias yabensis (Joicey & Talbot, 1922)

### Groupe dubelisama
- Delias aganippe (Donovan, 1805)
- Delias apoensis (Talbot, 1928)
- Delias aruna (Boisduval, 1832)
- Delias aurantiaca (Doherty, 1891)
- Delias belisama (Cramer, 1782)
- Delias descombesi (Boisduval, 1836) Delias descombesi - Muséum de Toulouse
- Delias diaphana (Semper, 1878)

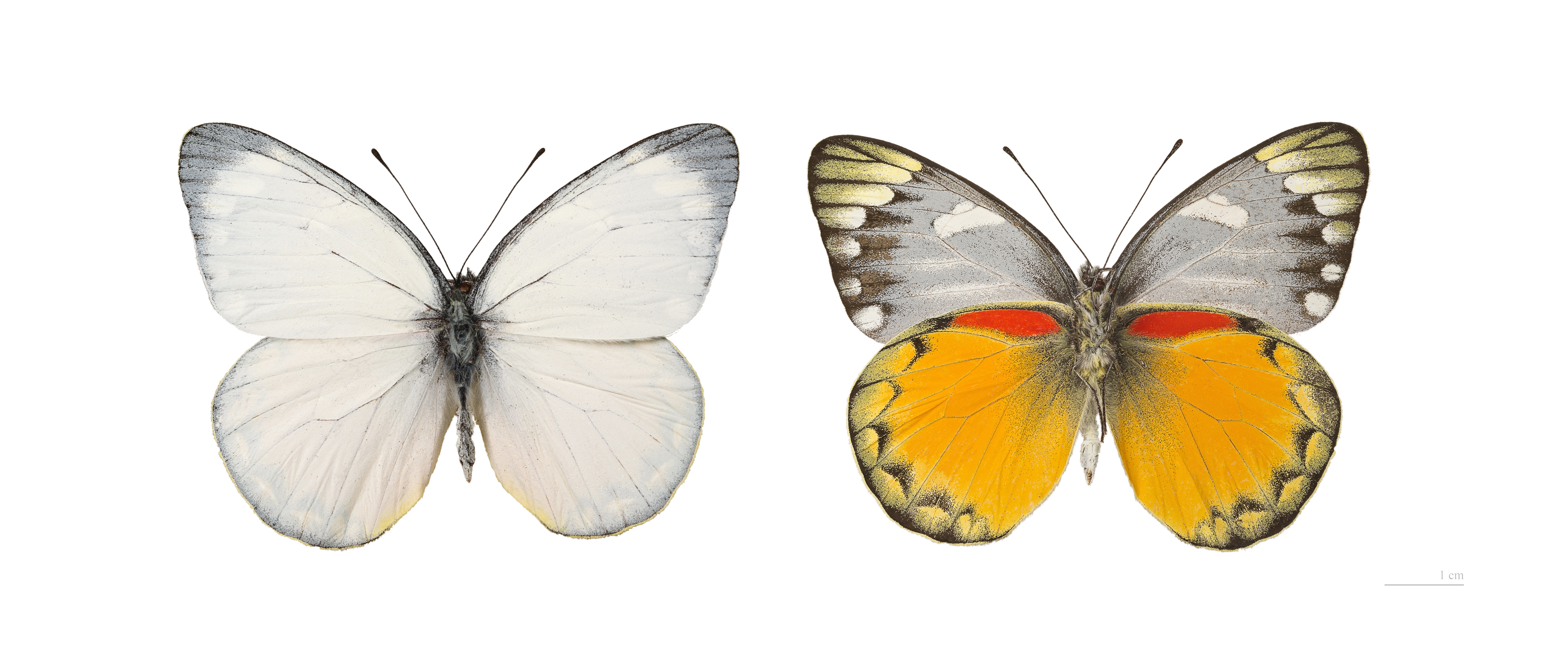
Delias descombesi - Muséum de Toulouse

- Delias ellipsis (de Joannis, 1901)
- Delias eumolpe (Grose-Smith, 1889)
- Delias levicki (Rothschild, 1927)
- Delias madetes (Godman & Salvin, 1878)
- Delias oraia (Doherty, 1891)
- Delias splendida (Rothschild, 1894)
- Delias zebuda (Hewitson, 1862)

### Groupe debelladonna

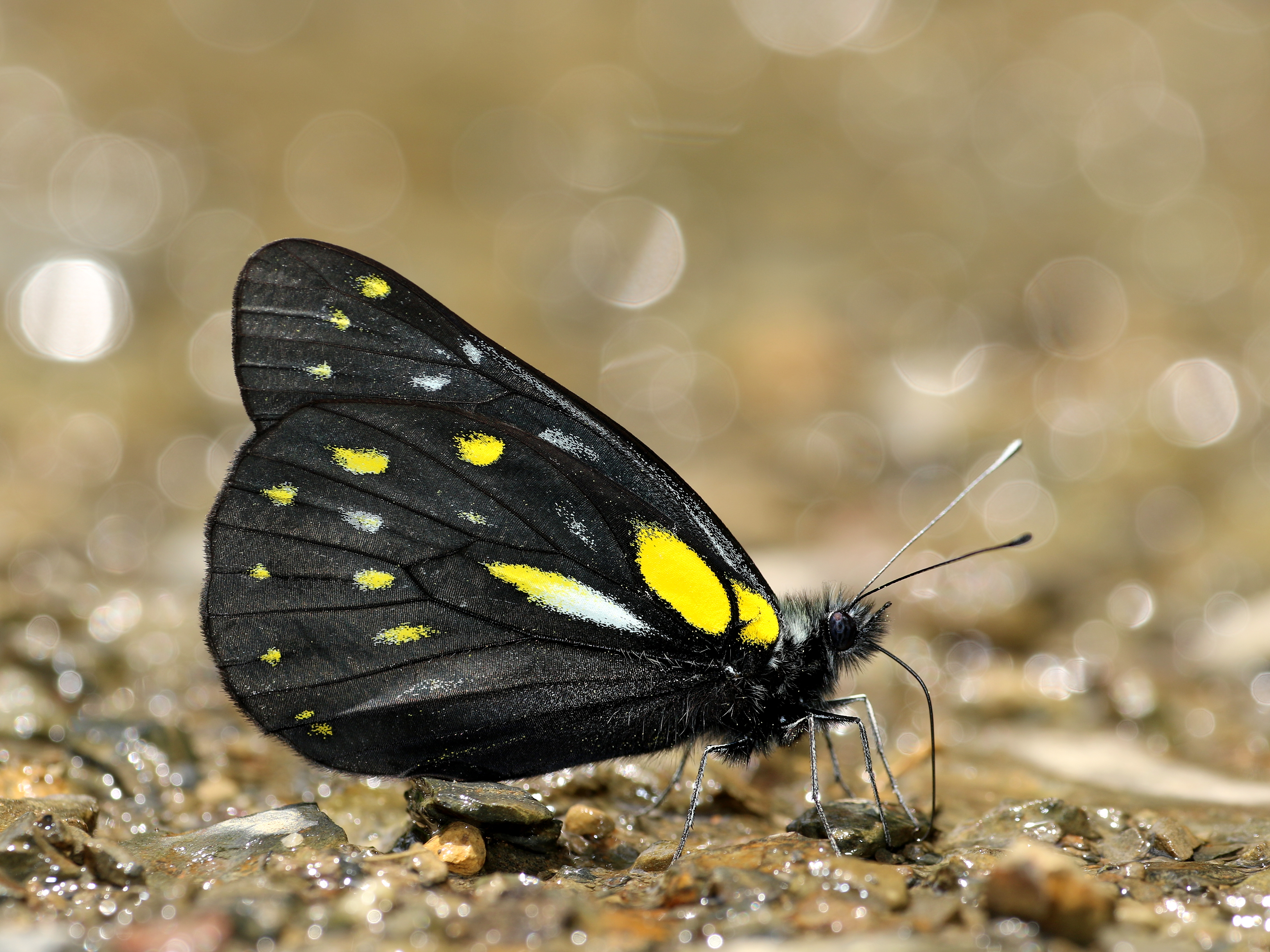
Un delias berinda berinda. Mai 2018.

- Delias belladonna (Fabricius, 1793)
- Delias berinda (Moore, 1872)
- Delias blanca (C. & R. Felder, 1862)
- Delias lativitta (Leech, 1893)
- Delias patrua (Leech, 1890)
- Delias sanaca (Moore, 1857)
- Delias subnubila (Leech, 1893)
- Delias surprisa (Martin, 1913)
- Delias wilemani (Jordan, 1925)

### Groupe debornemanni
- Delias bornemanni (Ribbe, 1900)
- Delias caroli (Kenrick, 1909)
- Delias castaneus (Kenrick, 1909)
- Delias kristianiae (van Mastrigt, 2006)
- Delias nais (Jordan, 1912)
- Delias pratti (Kenrick, 1909)
- Delias zebra (Roepke, 1955)

### Groupe dechrysomelaena
- Delias caliban (Grose-Smith, 1897)
- Delias chrysomelaena (Vollenhoven, 1866)
- Delias ladas (Grose-Smith, 1894)
- Delias talboti (Joicey & Noakes, 1915)
- Delias totila (Heller, 1896)

### Groupe declathrata
- Delias autumnalis (Roepke, 1955)
- Delias bobaga (Mastrigt, 1990)
- Delias catocausta (Jordan, 1912)
- Delias clathrata (Rothschild, 1904)
- Delias elongatus (Kenrick, 1911)
- Delias felis (Lachlan, 2000)
- Delias fioretti (Mastrigt, 1996)
- Delias hemianops (Gerrits & Mastrigt, 1993)
- Delias hiemalis (Roepke, 1955)
- Delias inexpectata (Rothschild, 1915)
- Delias klossi (Rothschild, 1915)
- Delias mariae (Joicey & Talbot, 1916)
- Delias menooensis (Joicey & Talbot, 1922)
- Delias mira (Rothschild, 1904)
- Delias nakanokeikoae (Yagishita, 1993)
- Delias neeltje (Gerrits & Mastrigt, 1993)
- Delias pellos (Lachlan, 2000)
- Delias roepkei (Sanford & Bennett, 1955)
- Delias sawyeri (Mastrigt, 2000)
- Delias sigit (Mastrigt, 1990)
- Delias walshae (Roepke, 1955)

### Groupe decunningputi
- Delias chimbu (Orr & Sibatani, 1986)
- Delias citrona (Joicey & Talbot, 1922)
- Delias cuningputi (Ribbe, 1900)
- Delias dortheysi (van Mastrigt, 2002)
- Delias fascelis (Jordan, 1912)
- Delias imitator (Kenrick, 1911)
- Delias jordani (Kenrick, 1909)
- Delias konokono (Orr & Sibatani, 1986)
- Delias oktanglap  (van Mastrigt, 1990)

### Groupe dedorimene
- Delias agoranis (Grose-Smith, 1887)
- Delias alberti (Rothschild, 1904)
- Delias apatela (Joicey & Talbot, 1923)
- Delias baracasa (Semper, 1890)
- Delias biaka (Joicey & Noakes, 1915)
- Delias dorimene (Cramer, 1782)
- Delias dorylaea (Felder, 1865)
- Delias echidna (Hewitson, 1861)
- Delias eileenae (Joicey & Talbot, 1926)
- Delias gabia (Boisduval, 1832)
- Delias hippodamia (Wallace, 1867)
- Delias kazueae  (Kitahara, 1986)
- Delias mavroneria (Fruhstorfer, 1914)
- Delias melusina (Staudinger, 1890)
- Delias narses (Heller, 1896)
- Delias rothschildi (Holland, 1900)
- Delias subviridis (Joicey & Talbot, 1922)

### Groupe de l'eichhorni
- Delias antara
- Delias carstenziana (Rothschild, 1915)
- Delias catisa (Jordan, 1912)
- Delias eichhorni (Rothschild & Jordan, 1904)
- Delias frater (Jordan, 1912)
- Delias gilliardi (Sanford & Bennett, 1955)
- Delias hallstromi (Sanford & Bennett, 1955)
- Delias leucobalia (Jordan, 1912)
- Delias muliensis
- Delias toxopei (Roepke, 1955)

### Groupe dugeorgina
- Delias battana (Fruhstorfer, 1896)
- Delias cinerascens ( Mitis, 1893)
- Delias ganymedes (Okumoto, 1981)
- Delias georgina (C. & R. Felder, 1861)
- Delias magsadana
- Delias nuydaorum (Schröder, 1975)
- Delias orphne
- Delias paoaiensis
- Delias schoenigi (Schröder, 1975)
- Delias shirozui
- Delias simanabum
- Delias vietnamensis (Monastyrskii & Devyatkin, 2000).
- Delias yagishitai (Morita, 2003)

### Groupe dugeraldina
- Delias abrophora  (Roepke, 1955)
- Delias anjae (Schröder, 1977)
- Delias argentata (Roepke, 1955)
- Delias cuningputi (Ribbe, 1900)
- Delias daniensis (van Mastrigt, 2003)
- Delias dohertyi (Oberthür, 1894)
- Delias dortheysi  (van Mastrigt, 2002)
- Delias eudiabolus (Rothschild, 1915)
- Delias fascelis  (Jordan, 1912)
- Delias geraldina (Grose-Smith, 1894)
- Delias heroni (Kenrick, 1909)
- Delias hikarui
- Delias hypomelas (Rothschild & Jordan, 1907)
- Delias imitator  (Kenrick, 1911)
- Delias inopinata (Lachlan, 2000)
- Delias itamputi (Ribbe, 1900)
- Delias langda
- Delias microsticha (Rothschild, 1904).
- Delias nigropunctata (Joicey & Noakes, 1915)
- Delias oktanglap (van Mastrigt, 1990)
- Delias ormoensis (van Mastrigt, 2006)
- Delias papuana  (van Mastrigt, 2009)
- Delias pheres  (Jordan, 1911)
- Delias rileyi
- Delias sagessa (Fruhstorfer, 1910)
- Delias sinak (van Mastrigt, 1990)
- Delias sphenodiscus (Roepke, 1955)
- Delias subapicalis (Orr & Sibatani, 1985)
- Delias takashii (Sakuma, 1999)
- Delias thompsoni (Joicey & Talbot, 1916)

### Groupe de l'hyparete

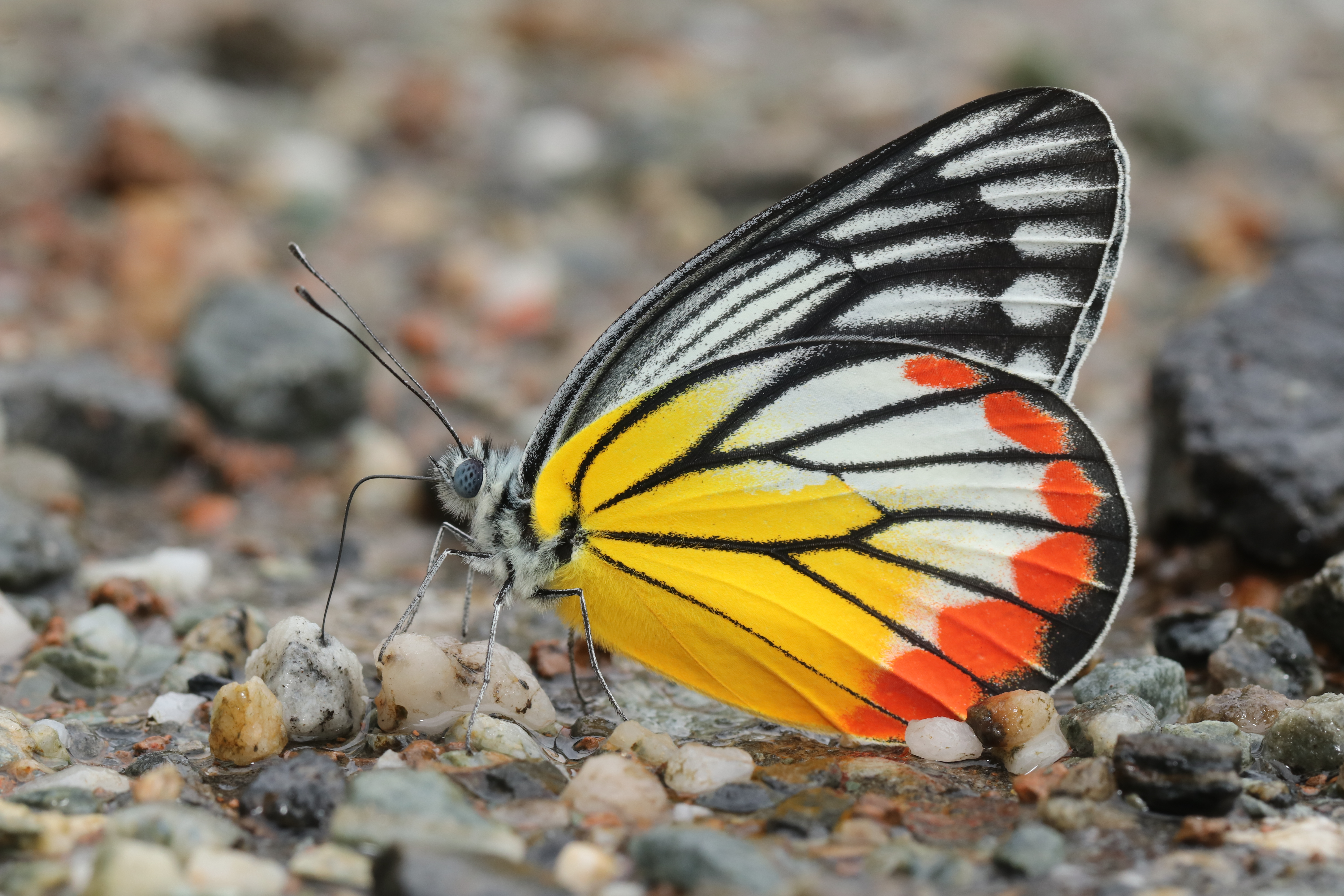
Delias hyparete

- Delias argenthona (Fabricius, 1793)
- Delias bagoe (Boisduval, 1832)
- Delias ceneus (Linnaeus, 1758)
- Delias doylei (Sanford & Bennett, 1955)
- Delias eucharis (Drury, 1773)
- Delias euphemia (Grose-Smith, 1894)
- Delias fasciata (Rothschild, 1894)
- Delias hyparete (Linnaeus, 1758)
- Delias lara    (Fruhstorfer, 1910)
- Delias mitisi (Staudinger, 1894)
- Delias mysis (Fabricius, 1775)
- Delias nitisi (Staudinger)
- Delias periboea (Godart, 1819)
- Delias poecila (Vollenhoven, 1865)
- Delias rosenbergi (Vollenhoven, 1865)
- Delias salvini (Butler, 1882)
- Delias sambawana (Rothschild, 1894)
- Delias schoenbergi (Rothschild, 1895)
- Delias timorensis (Boisduval, 1836)

### Groupe de l'iltis
- Delias arabuana  (Roepke, 1955)
- Delias awongkor (van Mastrigt, 1989)
- Delias bakeri (Kenrick, 1909)
- Delias callista (Jordan, 1912)
- Delias flavistriga (Roepke, 1955)
- Delias iltis (Ribbe, 1900)
- Delias luctuosa (Jordan, 1912)
- Delias luteola (Roepke, 1955)
- Delias mesoblema (Jordan, 1912)
- Delias raymondi(Schröder & Treadaway, 1982)

### Groupe de l'isse
- Delias alberti  (Rothschild, 1904)
- Delias bosnikiana (Joicey & Noakes, 1915)
- Delias candida (Vollenhoven, 1865)
- Delias ennia (Wallace, 1867)
- Delias isse (Cramer, 1775)
- Delias laknekei (L.D. Miller, M.J. Simon & Wills, 2007)
- Delias lytaea (Godman & Salvin, 1878)
- Delias parennia (Roepke, 1955)
- Delias sacha (Grose-Smith, 1895)

### Groupe dukummeri
- Delias alepa (Jordan, 1912)
- Delias bothwelli (Kenrick, 1909)
- Delias dixeyi (Kenrick, 1909)
- Delias fojaensis (van Mastrigt, 2006)
- Delias isocharis (Rothschild & Jordan, 1907)
- Delias kummeri (Ribbe, 1900)
- Delias ligata (Rothschild & Jordan, 1904)
- Delias messalina (Arora, 1983)
- Delias strix

### Groupe duniepelti
- Delias anamesa (Bennett, 1956)
- Delias meeki (Rothschild & Jordan, 1904)
- Delias niepelti (Ribbe, 1900)

### Groupe dunigrina
- Delias buruana (Rothschild, 1899)
- Delias dohertyi  (Oberthür, 1894)
- Delias duris (Hewitson, 1861)
- Delias eximia (Rothschild, 1925)
- Delias funerea (Rothschild, 1894)
- Delias harpalyce (Donovan, 1805)
- Delias joiceyi (Talbot, 1920)
- Delias nigrina (Fabricius, 1775)
- Delias ornytion (Godman & Salvin, 1880)
- Delias prouti (Joicey & Talbot, 1923)
- Delias shunichii (Morita, 1996)
- Delias wollastoni (Rothschild, 1915)

### Groupe dunysa
- Delias akikoae  (Morita, 2001)
- Delias dice (Vollenhoven, 1865)
- Delias enniana (Oberthür, 1880)
- Delias eschatia (Joicey & Talbot, 1923)
- Delias fruhstorferi (Honrath, 1891)
- Delias hempeli (Dannatt, 1904)
- Delias ingai (Yagishita, 2007)
- Delias lemoulti (Talbot, 1931)
- Delias manuselensis (Talbot, 1920)
- Delias maudei (Joicey & Noakes, 1915)
- Delias momea (Boisduval, 1836)
- Delias nysa (Fabricius, 1775)
- Delias pulla  (Talbot, 1937)
- Delias ribbei (Röber, 1886)
- Delias vidua (Joicey & Talbot, 1922)

### Groupe dusinghapura
- Delias agoranis (Grose-Smith, 1887)
- Delias kuhni (Honrath, 1886)
- Delias kuehni (Honrath, 1886)
- Delias singhapura (Wallace, 1867)
- Delias themis (Hewitson, 1861)

### Groupe dustresemanni
- Delias schmassmanni (Joicey & Talbot, 1923)
- Delias stresemanni (Rothschild, 1915)
- Delias waterstradti (Rothschild, 1915)

### Groupe duweiskei
- Delias callima (Rothschild & Jordan, 1905)
- Delias campbelli (Joicey & Talbot, 1922)
- Delias cumanau (van Mastrigt, 2006)
- Delias durai (van Mastrigt, 2006)
- Delias hapalina (Jordan, 1912)
- Delias leucias (Jordan, 1912)
- Delias marguerita (Joicey & Talbot, 1922)
- Delias nieuwenhuisi (Mastrigt, 1989)
- Delias phippsi (Joicey & Talbot, 1922)
- Delias pseudomarguerita (Gerrits & van Mastrigt, 1992)
- Delias rosamontana (Roepke, 1955)
- Delias telefominensis (Yagishita, 1993)
- Delias tessei (Joicey & Talbot, 1916)
- Delias virgo (Gerrits & van Mastrigt, 1993)
- Delias weiskei (Ribbe, 1900)

### Espèces non classées
- Delias brandti Müller, 2001.
- Delias buruana Rothschild, 1899
- Delias dumasi Rothschild, 1925
- Delias harpalyce (Donovan, 1805)
- Delias kummeri Ribbe, 1900
- Delias lecerfi Joicey & Talbot, 1922
- Delias pasithoe (Linnaeus, 1767)
- Delias schuppi Talbot, 1928
- Delias zebra Roepke, 1955

## Aire de répartition
Ils résident en Océanie et dans le sud-est de l'Asie.